# Космический док
Космический док — предлагаемая в научно-фантастических произведениях, а также в концептуальных проектах космических агентств конструкция, похожая на «сухой док» для космических аппаратов, располагающаяся на низкой околопланетной орбите. Постройка такой конструкции с использованием современных технологий является возможной.
В существующих проектах и произведениях, космические доки используются как устройство, предназначенное для ремонта или постройки космических аппаратов, позволяющее обойтись без доставки материалов с планеты (или распределить доставку на несколько рейсов с небольшой загрузкой), а также без посадки космического аппарата на планету для обслуживания.

## Проекты

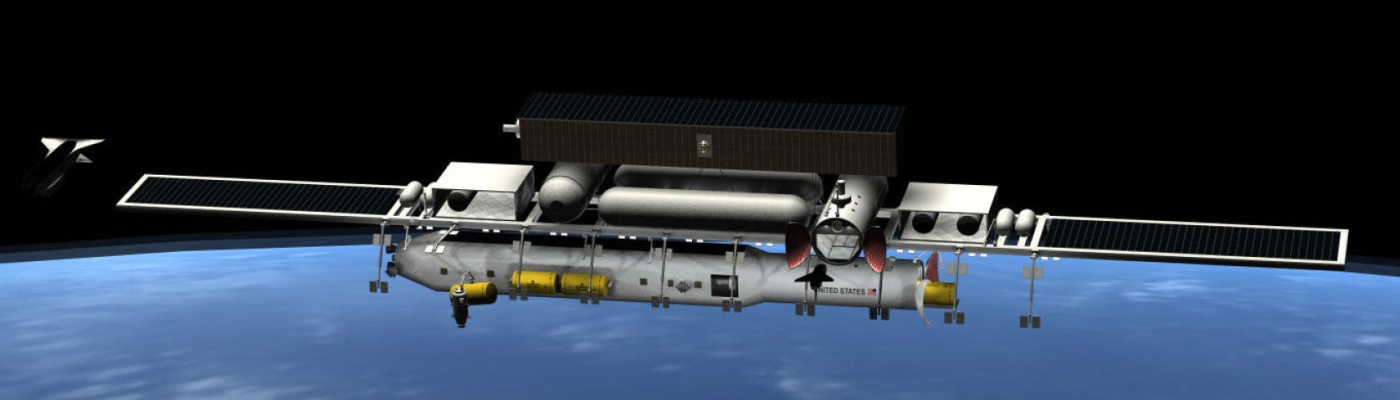
Американская концепция космического дока — большой космический корабль собираемый манипуляторами роботов под основной фермой, и космоплан, входящий в закрытый ангар

Космические доки, как часть космической логистической инфраструктуры, считаются значимой частью общества, в котором космические полёты станут частью повседневной действительности. Учёными Американского института аэронавтики и астронавтики предполагают, что в ближайшем будущем на низкой околоземной орбите будут располагаться космические цеха, включающие большие доки, делающие возможным сборку и ремонт больших космических аппаратов и платформ. Космический док или ангар также делает возможным ремонт космических аппаратов в закрытом пространстве (возможно, в воздушной среде), хотя в качестве их основного предназначения рассматривается конструирование внеатмосферных космических аппаратов и устройств. Поддержание внутреннего атмосферного давления облегчит рядовые сервисные и сборочные операции в космическом пространстве.
Орбитальный ремонт может оказаться особенно необходим для повреждённых атмосферных космических аппаратов, которые могут потерпеть катастрофу при входе в атмосферу, например, как шаттл «Колумбия». После этой катастрофы NASA уже производило импровизированный ремонт шаттлов в ходе космического полёта. Эта процедура могла бы быть значительно облегчена с использованием специального орбитального устройства. Использование крупного космического дока как сборочной фабрики также потребуется для постройки межзвёздных колонизационных космических аппаратов с использованием современных технологий или технологий ближнего будущего.
Возможность использования в качестве космических доков предполагается в стартовавших проектах Российской орбитальной станции и американской окололунной станции Lunar Gateway.

## Научная фантастика
В научной фантастике космические доки играют важную роль при постройке и ремонте космических кораблей. Они придают реалистичности вымышленным мирам, в которых появляются, и являются продолжением мореходных параллелей, используемых в большинстве научно-фантастических произведений, рассказывающих о космосе. Космические доки используются в тех же целях, что и реальные наземные сухие доки: для постройки, ремонта, переоборудования или восстановления космических кораблей. Некоторые из них играют в сюжете существенную роль, тогда как другие остаются в тени.
Космические доки упоминаются или играют существенную роль в таких вымышленных мирах, как вселенные «Звёздного пути», «Звёздных войн» и «Вавилон-5», а также в серии «Основание» Айзека Азимова.